# Benjamín Macome
Benjamín Macome (n. Tucumán, el 10 de enero de 1986) es un jugador de rugby argentino que actualmente juega para Tucumán Rugby Club, que disputa el Torneo Regional del Noroeste. Macome es un jugador que se desempeña en la posición de octavo/ocho.

## Carrera

### Clubes
Benjamín empezó a jugar al rugby de forma amateur para Tucumán Rugby Club, club que le dio la oportunidad de llegar al profesionalismo. Debido a las grandes actuaciones en el torneo de la URBA, Macome ingresa a los Pampas XV en la temporada 09/10 para jugar en el torneo de la Vodacom Cup. 
En la temporada 13/14 Macome ficha por Stade Français. Al finalizar la temporada no se compromete con ningún equipo para poder concentrarse para el Rugby Championship de 2014 y una vez acabado el torneo ficha por Aviron Bayonnais. En 2017 y tras 3 años en el rugby francés, decide regresar a Argentina para jugar en Jaguares.

### Internacional
Macome hizo su debut con los Pumas en la victoria por 89-6 sobre Chile, el 20 de mayo de 2009. 
Fue nombrado en la lista de convocados para el Rugby Championship 2013 debutando en el campeonato a los 60 minutos del partido contra los Springboks donde cayeron derrotados por 17-22.

### Carrera
| Club                   | País      | Año         |
| ---------------------- | --------- | ----------- |
| Tucumán Rugby Club     | Argentina | - 2013      |
| Pampas XV              | Argentina | 2010 –2013  |
| Stade Français         | Francia   | 2013 - 2014 |
| Aviron Bayonnais       | Francia   | 2014 – 2016 |
| Jaguares (Super Rugby) | Argentina | 2017 – 2019 |
| Tucumán Rugby Club     | Argentina | 2019 -      |

## Palmarés
| Título                       | Equipo        | País      | Año  |
| ---------------------------- | ------------- | --------- | ---- |
| Anual Tucumano               | Tucumán Rugby | Argentina | 2018 |
| Anual Tucumano               | Tucumán Rugby | Argentina | 2021 |
| Torneo Regional del Noroeste | Tucumán Rugby | Argentina | 2006 |